# Carlo Luigi Pietragrua
Carlo Luigi Pietragrua (Firenze, 1665 – Venezia, 27 marzo 1726) è stato un compositore italiano, attivo principalmente in Germania.
Membro di una famiglia di musicisti, a partire dal 1687 fu contraltista nella cappella di corte dell'elettore di Sassonia a Dresda, dove il 20 febbraio 1693 fu elevato alla carica di vice-Kapellmeister. Durante il carnevale dello stesso anno Pietragrua mise in scena la sua prima opera, Camillo generoso. L'anno seguente lasciò la capitale sassone per Düsseldorf, dove servì sempre come vice-Kapellmeister, a fianco del maestro titolare Johann Hugo von Wilderer, alla corte dell'elettore palatino Giovanni Guglielmo. Durante il carnevale del 1697 fu rappresentato il suo secondo lavoro operistico, la tragedia in musica Telegono. Fu attivo a Düsseldorf fino alla morte di Giovanni Guglielmo, avvenuta nel 1716, anno in cui la corte venne spostata a Heidelberg e quindi fusa con quella di Innsbruck del nuovo elettore Carlo Filippo. Nel 1719 fu nominato maestro di coro all'Ospedale della Pietà di Venezia. Per i palcoscenici della città lagunare tra il 1721 e il 1722 produsse tre sue opere.
Pietragrua in vita tenne rapporti lavorativi con il compositore Agostino Steffani, per il quale, mentre era in Italia, fu incaricato d'ingaggiare cantanti per la cappella di Würzburg. In diverse raccolte manoscritte numerosi duetti da camera di Pietragrua vennero erroneamente attribuiti a Steffani.

## Composizioni

### Lavori per il teatro
- Camillo generoso (dramma per musica, 1693, Dresda)
- Telegono (tragedia per musica, libretto di Stefano Benedetto Pallavicino, 1697, Düsseldorf)
- Das fünfte Element der Welt (serenata, 1718, Heidelberg)
- Il pastor fido (tragicommedia pastorale, libretto di B. Pasquglio, dopo Battista Guarini, 1721, Venezia)
- La fede ne' tradimenti (dramma per musica, libretto di Girolamo Gigli, 1721, Venezia)
- Romolo e Tazio (dramma per musica, libretto di Vincenzo Cassani, 1722, Venezia)

#### Di dubbia attribuzione
- Arsinoe (1693, Dresda)
- Aleramo ed Adelaide (1694, Dresda)
- Festa boschereccia (serenata, 1697, Düsseldorf)

### Altri lavori
- Numbers chamber duets
- "Tortorella" song for voice and harpsichord
- Messa per 5 voci e strumenti
- Beatus vir (mottetto, per 4 voci e strumenti)
- Alleluja (cantata pasquale, per 5 voci e strumenti)